# Рипенда Коси
Рипенда Коси (итал. Ripenda Cossi o Cossipiccolo) је насељено место у Републици Хрватској у Истарској жупанији. Административно је у саставу града Лабина.

## Становништво
Према последњем попису становништва из 2001. године у насељу Рипенда Коси живело је 12 становника који су живели у 3 породична домаћинства.
Кретање броја становника по пописима 1857—2001.
| година пописа  | 1857. | 1869. | 1880. | 1890. | 1900. | 1910. | 1921. | 1931. | 1948. | 1953. | 1961. | 1971. | 1981. | 1991. | 2001. |
| бр. становника | 0     | 0     | 103   | 90    | 100   | 99    | 0     | 0     | 70    | 50    | 38    | 28    | 15    | 11    | 12    |

Напомена:Од 1880. до 1910. исказано под именом Коси, те од 1921. до 1971. под именом Рипенда-Коси. У 1857, 1869, 1921. и 1931. подаци су садржани су у насељу Рипенда Вербанци. Као насеље исказује се од 1953.